# 19423 Hefter
19423 Hefter este un asteroid din centura principală de asteroizi.

## Descriere
19423 Hefter este un asteroid din centura principală de asteroizi. A fost descoperit pe 20 martie 1998 la Socorro, New Mexico, în cadrul proiectului LINEAR. Asteroidul prezintă o orbită caracterizată de o semiaxă mare de 2,42 ua, o excentricitate de 0,11 și o înclinație de 1,0° în raport cu ecliptica.